# Pro Evolution Soccer (відеогра)
Pro Evolution Soccer (скорочено PES) — відеогра-футбол з серії Pro Evolution Soccer від Konami.
Гра була випущена 23 листопада 2001 року в Європі. 

## Геймплей
Анімація гравців (в порівнянні з попередніми версіями) була вдосконалена, на новому рушію працюють падіння і дриблінг. Стадіони та натовпи були перероблені для більшого реалізму. Деякі компоненти, такі як стадіон, тіні і втома гравців вперше з'явилися в серії.
Воротарі стали набагато розумнішими. В умовах зйомки та передачі, мало що змінилося. Гравці почали більш розумно працювати з м'ячем, ніж раніше. Сам м'яч став реагувати більш непередбачувано при ударах гравців і рикошеті від захисників.
Підтримка до восьми гравців зробила цю гру улюбленою серед спортивних фанатів.

## Команди
У гру були включені 50 національних збірних і 32 клуби. Гра не має офіційної ліцензії на команди, так що всі склади, які схожі на реальні, не мають емблем.

### Національні збірні
| - Аргентина - Австралія - Австрії - Бельгія - Бразилія - Болгарія - Камерун - Чилі - Китай - Колумбія | - Хорватія - Чеська - Данія - Англія - Фінляндії - Франції - Німеччина - Греція - Угорщини - Іран | - Ізраїль - Італія - Ямайка - Японія - Мексика - Марокко - Нідерланди - Нігерія - Північна Ірландія - Норвегія | - Парагвай - Перу - Польща - Португалія - Румунія - Росія - Саудівська Аравія - Сербія - Словаччина - Словенія | - ПАР - Іспанія - Швеції - Швейцарія - Туніс - Туреччина - Україна - США - Уругвай - Південна Корея |

### Клуби
| - Манчестер Юнайтед - Арсенал - Челсі - Ліверпуль - Лідс Юнайтед - Вест Хем Юнайтед - Ньюкасл Юнайтед - Барселона | - Реал Мадрид - Валенсія - Депортіво Ла-Корунья - Монако - Олімпік Марсель - Парі Сен-Жермен - Бордо - Аякс | - Феєнорд - ПСВ - Інтернаціонале - Ювентус - Мілан - Лаціо - Парма - Фіорентина | - Рома - Боруссія Дортмунд - Баварія Мюнхен - Байєр 04 - Васко да Гама - Палмейрас - Рівер Плейт - Бока Хуніорс |